# サーングリー
サーングリー（マラーティー語: सांगली，英語: Sangli）は、インドのマハーラーシュトラ州の都市である。ムンバイの南東約400kmに位置する。サーングリー県の県都である。サーングリーは行政単位としてはSangli-Miraj And Kupwad City Muncipal Corporationをなす。サーングリーは、アジア最大のターメリックとレーズン（キシュミシュ）の交易地である。

## ゆかりの人物
- アシャ・ボスレ - 歌手